# جون ميلز هيوستن
جون ميلز هيوستن (بالإنجليزية: John Mills Houston)‏ (و. 1890 – 1975 م) هو سياسي من الولايات المتحدة الأمريكية ولد في فورموسو.
تولى منصب عمدة .وهو عضو في الحزب الديمقراطي الأمريكي .